# Петрово (област Стара Загора)
Вижте пояснителната страница за други значения на Петрово.
Петрово е село в Южна България. То се намира в община Стара Загора, област Стара Загора.